# Rohr in Niederbayern
Rohr in Niederbayern è un comune tedesco di 3 296 abitanti, situato nel land della Baviera.